# 2000年欧洲超级杯
2000年欧洲超级杯是第25届欧洲超级杯。赛事于2000年8月25日在摩纳哥路易二世体育场举行，由1999–00年欧洲冠军联赛冠军皇家马德里对阵1999–2000年歐洲足協盃冠军加拉塔萨雷。
加拉塔萨雷最终通过加时以2–1获得冠军，这是他们的首座欧洲超级杯。